# Indrek Saar
Indrek Saar (ur. 20 lutego 1973 w Kuressaare) – estoński aktor, polityk i samorządowiec, poseł XI, XII, XIII i XIV kadencji, w latach 2015–2019 minister kultury, od 2019 do 2022 przewodniczący Partii Socjaldemokratycznej.

## Życiorys
Ukończył w 1996 wyższą szkołę teatralną w ramach Estońskiej Akademii Muzycznej i Teatralnej. Pracował m.in. jako dyrektor teatru w Rakvere (1996–2005) i teatru NO99 (2006–2007). Uzyskał członkostwo w estońskim związku aktorów i innych organizacjach kulturalnych. Występował m.in. w serialu telewizyjnym Õnne 13.
W 1998 dołączył do Partii Socjaldemokratycznej. Od 2002 do 2007 był wiceprzewodniczącym rady miejskiej w Rakvere. W wyborach w 2007 uzyskał po raz pierwszy mandat posła do Zgromadzenia Państwowego XI kadencji. Utrzymywał go w 2011, 2015 i 2019.
W 2015 został nominowany na stanowisko ministra kultury w drugim rządzie Taaviego Rõivasa, rozpoczynając urzędowanie 9 kwietnia tegoż roku. Pozostał na tej funkcji również w utworzonym w listopadzie 2016 rządzie Jüriego Ratasa. Stanowisko ministra zajmował do kwietnia 2019. W czerwcu tego samego roku został nowym przewodniczącym Partii Socjaldemokratycznej; ugrupowaniem tym kierował do lutego 2022, kiedy to zastąpił go Lauri Läänemets.

## Odznaczenia
- Medal Rady Bałtyckiej – 2011[9]